# EngineerING Card
Die engineerING card war von 2005 bis 2020 ein freiwilliger Berufsausweis für Ingenieure. Die engineerING card sollte einen europaweiten, vergleichbaren Berufsstandard schaffen und dadurch den länderübergreifenden Einsatz von Ingenieuren verbessern. Außerdem sollte sie den Fortschritt des Bologna-Prozesses über die Hochschulausbildung hinaus unterstützen, damit zur Transparenz bei Bewerbungen im In- und Ausland beitragen und den Auswahlprozess sowohl für Bewerber als auch für Unternehmen erleichtern.
Die engineerING card wurde durch folgende Trägerverbände unterstützt: DVT, VBI, VDE, VDI und zbi. Die Verbände zertifizieren weiterhin Ingenieure im Rahmen des Europa Ingenieurs, dem kontinental-europäischen Pendant zum US-amerikanischen Professional Engineer (P.E.) oder britischen Chartered Engineer (CEng).

## Datensatz
Auf dem Berufsausweis bzw. der engineerING-Identität wurden Abschlüsse, einschlägige Berufserfahrung und Weiterbildung sowie die eventuelle Verbandszugehörigkeit des Karteninhabers dokumentiert. Diese Daten wurden in einer eigenen, passwortgeschützten Datenbank gespeichert. Die Datenbank war nur für den Inhaber der engineerING card zugänglich. Dort konnte ein Benutzer seinen persönlichen Registerauszug einsehen, herunterladen oder ausdrucken und einem potentiellen Arbeitgeber vorlegen. Dieser Registerauszug war nach dem Muster des europäischen Lebenslaufs (viz. Europass) aufgebaut. 

## Geschichte
Im Jahr 2005 hat sich die Europäische Union in der Richtlinie 2005/36/EG das Ziel gesetzt, die berufliche Mobilität innerhalb der Mitgliedstaaten stärker zu fördern. Der VDI ist der Ansicht, dass europaweit ein einheitliches Anerkennungsverfahren bezüglich der beruflichen Qualifikation der Ingenieure eingeführt werden soll. Der europäische Ingenieurdachverband FEANI gab die Zustimmung, in Deutschland einen europäischen Berufsausweis für Ingenieure zu entwickeln. Vor diesem Hintergrund hat der VDI die engineerING card entwickelt und auf der Hannovermesse 2010 erstmals der Öffentlichkeit vorgestellt. Im Oktober 2010 hat die FEANI die engineerING card anerkannt, die neben Deutschland auch bereits in acht weiteren Staaten eingeführt wurde. 

### Scheitern des Konzepts
Der Ansatz ist gescheitert, da einerseits die Anforderungen an die Abschlüsse sehr hoch und die einbezogenen Fachrichtungen eingeschränkt waren. Andererseits war die Resonanz der engineerING card einfach zu gering.
Am 1. Dezember 2019 wurden die deutsche Datenbank zur engineerING card und die Website www.engineeringcard.de ohne Angabe von Gründen abgeschaltet.

## Beantragung der engineerING card
Die engineerING card konnten alle Personen beantragen, die einen ingenieurwissenschaftlichen Studiengang an einer staatlich anerkannten deutschen Hochschule erfolgreich abgeschlossen haben. Der Berufsausweis war nicht an eine Mitgliedschaft in einem Trägerverband gebunden.
Zur Beantragung der eningeerING card wurden folgende Unterlagen in digitaler Form benötigt:
- Abschlussurkunde(n) und ggf. Diploma Supplement
- Lichtbild
- Eingescannte Unterschrift
- gegebenenfalls Arbeitszeugnisse
- gegebenenfalls Nachweise über Weiterbildungen
- gegebenenfalls Mitgliedsausweis eines Trägerverbandes

Diese Unterlagen wurden in der Folge durch eine Registerkommission geprüft. Die Kommission setzte sich zusammen aus Experten von Hochschul- und Wirtschaftsvertretern aus dem Bereich der Ingenieurwissenschaften. Die Registerkommission entschied über die Vergabe der engineerING card auf Grundlage national und international anerkannter Qualitätsstandards.
Bei diesem Prozess gab es leider Einschränkungen, was die "zulässigen" Fachrichtungen betrifft. Es wurde streng nach einer festgelegten Liste gearbeitet, wobei unklar war, wann und wie diese aktualisiert wird. In der Folge wurden Anträge abgelehnt, wenn die jeweilige Fachrichtung der betreffenden Hochschule nicht in der Liste enthalten war. Das hat die Akzeptanz der engineerING card sicher nicht gefördert.

## Kosten
Die Prüfkosten bezüglich der Erfüllung der Mindestvoraussetzungen betragen 95 € für Mitglieder bzw. 120 € für Nichtmitglieder der Trägerverbände und fallen unabhängig vom Ausgang des Prüfvorgangs an. Sofern der Lebenslauf vom Karteninhaber aktualisiert wird, entstehen hierdurch Kosten von 20 € für Nichtmitglieder der Trägerverbände. Für Mitglieder der Trägerverbände ist dieser Vorgang kostenlos. Lediglich die Änderung von Personen- und Adressdaten ist jederzeit kostenlos möglich.

## Funktionsweise
Die eingereichten Unterlagen werden gemäß einer Klassifizierung auf der Vorder- und Rückseite der Karte eingetragen:
| Klasse A  | Studienabschlüsse                        |
| --------- | ---------------------------------------- |
| Klasse A1 | Dipl.-Ing. (FH) bzw. B. Eng. und B. Sc.  |
| Klasse A2 | Dipl.-Ing. (TU/TH) bzw. M.Eng. und M.Sc. |
| Klasse A3 | Dr.-Ing.                                 |
| Klasse B  | Berufserfahrung                          |
| Klasse B1 | Unternehmen                              |
| Klasse B2 | öffentlicher Dienst                      |
| Klasse B3 | Selbstständig                            |
| Klasse C  | Weiterbildung                            |
| Klasse C1 | Seminar mit Teilnahmebescheinigung       |
| Klasse C2 | Seminar mit Abschlussprüfung             |
| Klasse C3 | Fortbildung mit Zeugnis                  |

Auf der Vorderseite der Karte wird die gesamte Qualifikation des Karteninhabers in Form der Klassen als Kurzform aufgezeigt; z.B:
| A1A2 | B1 | C1C2C3 |
| ---- | -- | ------ |

Sämtliche Daten der Registrierung kann der Karteninhaber außerdem als Registerauszug einsehen, ausdrucken und einem potentiellen Arbeitgeber vorlegen. Dieser Registerauszug ist nach dem Muster des europäischen Lebenslaufes aufgebaut.

## Kritik
Die engineerING card wurde von der IG Metall kritisiert. Aus Sicht der IG-Metall muss sichergestellt werden, dass die engineerING card bei der Auswahl der Bewerber nicht berücksichtigt wird.
Die Hauptkritikpunkte der IG Metall sind vor allem:
- kein Nutzen durch den Erwerb der Karte für Beschäftigte.
- Die Kosten würden in keinem Verhältnis zum Nutzen der Karte stehen.
- Die Karte gliedert die Ausbildung in einfachen Rastern ein, wodurch diese möglicherweise weitreichende arbeitsmarkt- und bildungspolitische Auswirkungen hat. Aus Sicht der IG-Metall ist der Schritt zu einer beruflichen Akkreditierung nach angelsächsischem Vorbild im Falle einer flächendeckenden Einführung nicht mehr weit. Im angelsächsischen Raum reicht ein Hochschulabschluss nicht mehr aus, um sich Ingenieur nennen zu dürfen; hier müsse man Qualifikation und Berufserfahrung vorweisen, wodurch die Hochschulabschlüsse entwertet werden würden.
- Der Bildungsbereich würde durch diese Karte weiter privatisiert werden, da die Trägerverbände der Karte nur private Organisationen seien.
- Durch die zentrale Ablage der sensiblen Informationen in einem zentralen Ingenieurregister ergibt sich ebenfalls ein datenschutzrechtlicher Aspekt.

Als Alternativen werden Verbesserung der Qualität von Studium und Lehre sowie Studienbedingungen in den ingenieurwissenschaftlichen Fächern genannt.